# إيست إندرز
إيست إندرز (بالإنجليزية: EastEnders) هو مسلسل دراما تم إنتاجه في المملكة المتحدة. بدأ عرضه في سنة 1985 على بي بي سي وان. بلغ عدد حلقاته 5552 حلقة، وتبلغ مدة الحلقة الواحدة 30 دقيقة. المسلسل من تأليف جوليا سميث وتوني هولاند ، تم بث المسلسل لأول مرة بتاريخ 19 فبراير 1985. من بطولة روس كيمب، جون براون وسوزان تالي. فاز المسلسل بتسعة جوائز بافتا.

## وصلات خارجية
- إيست إندرز على موقع IMDb (الإنجليزية)
- إيست إندرز على موقع ميتاكريتيك (الإنجليزية)
- إيست إندرز على موقع الموسوعة البريطانية (الإنجليزية)
- إيست إندرز على موقع روتن توميتوز (الإنجليزية)
- إيست إندرز على موقع كينوبويسك (الروسية)
- إيست إندرز على موقع ألو سيني (الفرنسية)
- إيست إندرز على موقع قاعدة بيانات الفيلم (الإنجليزية)